# Otodontidae
- Commons
- Wikispecies

Otodontidae é uma família extinta de tubarões pertencentes à ordem Lamniformes. Seus membros foram descritos como tubarões megadentados. Eles viveram do Cretáceo Inferior até o Plioceno, incluindo gêneros como Carcharocles e Otodus. Existe a possibilidade de que se os tubarões do gênero Carcharocles tiverem derivado de Otodus, então Cretalamna pertenceria a esse grupo. Algumas espécies atingiam tamanhos enormes, incluindo o possível membro Carcharocles megalodon. Estudos recentes do novo gênero Megalolamna indicam que os membros do gênero Carcharocles devem ser reclassificados como membros do gênero Otodus.

## Géneros
- Cretalamna
- Kenolamna
- Megalolamna
- Megaselachus
- Otodus
- Palaeocarcharodon
- Parotodus